# Hans van Abeelen
Johannes Henricus Felix (Hans) van Abeelen (Enschede, 20 november 1936 – aldaar, 21 augustus 1998) was de eerste Nederlandse gedragsgeneticus.
Hij studeerde aan de Rijksuniversiteit Groningen waar hij zijn doctoraal behaalde en promoveerde aan de Radboud Universiteit Nijmegen in 1965. Hieraan bleef hij tot het einde van zijn carrière verbonden als wetenschappelijk hoofdmedewerker. Hij was een van de oprichters van de Behavior Genetics Association en was lid van de redactieraad van het wetenschappelijke tijdschrift Behavior Genetics van 1971 tot 1992. Hij nam het initiatief tot de oprichting van de Contactgroep voor de Gedragsgenetica, waarvan hij de eerste voorzitter was. Van Abeelen ging in 1991 met vervroegd pensioen, maar was desondanks een van de oprichters van de International Behavioural and Neural Genetics Society. Gedurende zijn loopbaan publiceerde hij 64 artikelen en boek hoofdstukken en was de samensteller van het boek The Genetics of Behaviour, een vroeg overzicht van de Europese gedragsgenetica.